# 让-马里·迪洛
让-马里·迪洛（法語：Jean-Marie du Lau d'Allemans，1738年10月30日—1792年9月2日）是最后一任阿尔勒总主教，也是1792年9月的天主教殉道者之一，在法国大革命期间的九月屠杀中丧生。1926年10月17日由教宗庇护十一世宣福。

## 早年

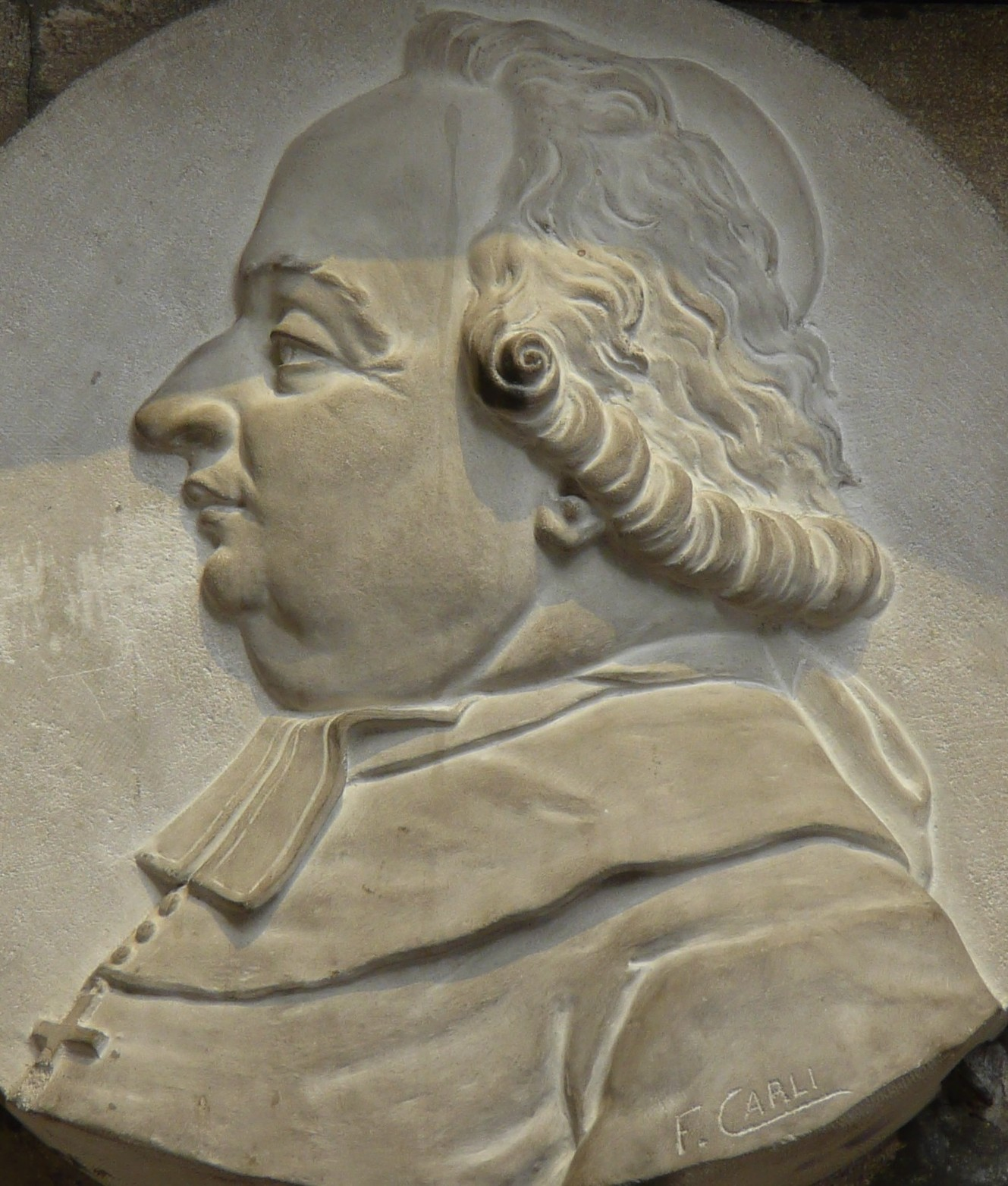
让-马里·迪洛的大理石浅浮雕，位于阿尔勒圣托菲姆教堂，曾是他的主教座堂

1738年10月30日，迪洛出生于佩里戈尔省（今多尔多涅省）比拉的城堡，出身贵族，家族中曾出过多名高级神职人员。父亲是拉科斯特勋爵阿尔芒·迪洛，母亲是弗朗索瓦斯·德·萨勒顿。

## 神职
迪洛在索邦神學院攻读神学后，在他的叔叔、巴黎圣叙尔皮斯教堂的本堂神父让·迪洛的帮助下，从1750年开始教会生涯，从一个教区到另一个教区，权力和威望不断上升：帕米耶神父和司库、天主教波尔多总教区副主教、加比隆院长，1775年10月1日，路易十六任命他为阿尔勒总主教，他是国王任命的最年轻的一位主教。

## 阿尔勒总主教
从1777年开始，迪洛开始对教区进行牧灵访问。1779年，他发表罗兰·博南特起草的关于教区状况的报告，以期引入改革。与许多改革派主教一样，总主教的兴趣延伸到助产士训练和儿童教理問答。他还进行了建筑工程，例如1786年重建的总主教宫的宏伟立面。
召集1789年法国三级会议时，迪洛被选为神职人员的代表。随着革命形势的发展，总主教开始与新当选的阿尔勒市长皮埃尔·安托万·安东尼勒发生激烈冲突，后者是一位支持革命激进派的贵族。这场冲突是短暂的，因为1790年7月12日，国民议会投票通过了包括废除阿尔勒总教区在内的措施。让-马里·迪洛实际上是阿尔勒的最后一位总主教。

## 殉难
1792年9月2日，在巴黎市中心已关闭的加尔默罗会修道院的临时监狱中，让-马里·迪洛被暴民杀害。与他关押在一起的还有教区的两名神父，阿尔芒·德福柯·德庞布里昂和皮埃尔·弗朗索瓦·帕泽里·德·托雷，以及其他大量神职人员和修士。一同被害的包括另外两名主教，博韦主教弗朗索瓦·约瑟夫·德拉罗什福柯和桑特主教皮埃尔·路易斯·德拉罗什福柯, 神父、喇沙会神职人员, 共计94人，由教宗庇护十一世宣福。
迪洛和其他遇难者的遗体，安葬在巴黎沃日拉尔路70号原加尔默罗会修道院的墓地。

## 扩展阅读
- Gérard Cholvy:Jean Marie du Lau, archevêque d’Arles, et ses compagnons martyrs, 1792–1992. Colloque du IIe centenaire tenu à Arles les 2–4 octobre 1992, Université Paul Valéry，蒙彼利埃，1995年。